# Uniwersalna przestrzeń Urysohna
Uniwersalna przestrzeń Urysohna (albo przestrzeń Urysohna) – zupełna i ośrodkowa przestrzeń metryczna (U, d) o tej własności, że dla dowolnej skończonej przestrzeni metrycznej X oraz punktu x z przestrzeni X każde izometryczne zanurzenie
{\displaystyle \iota \colon X\setminus \{x\}\to U}
przedłuża się do izometrycznego zanurzenia
{\displaystyle {\widehat {\iota }}\colon X\to U,}
tj. takiej izometrii, że
{\displaystyle {\widehat {\iota }}(y)=\iota (y)\quad (y\in X\setminus \{x\}).}
Istnienie takiej przestrzeni metrycznej zostało wykazane przez Pawła Urysohna. Inna konstrukcja przestrzni Urysohna (także takich gdzie pomija się założenie ośrodkowości) została przedstawiona przez Miroslava Katětova.
Przestrzeń Urysohna jest uniwersalna ze względu na klasę ośrodkowych przestrzeni metrycznych, tj. zawiera izometryczną kopię każdej takiej przestrzeni.